# Гавриїл (Бенулеску-Бодоні)
Гавриїл Бенулеску-Бодоні (іноді Бенулеску-Бодоні, хресне ім'я Григорій; 1746, Бистриця — 30 березня 1821, Кишинів) — молдавський та український церковний діяч, митрополит Київський та Галицький у 1799–1803 роках, митрополит Кишинівський та Хотинський у 1812–1821 роках, ректор Катеринославської слов’янської семінарії, покровитель Києво-Могилянської академії.

## Життєпис

### Молоді роки
Походив зі шляхетського молдавського роду Бенулеску-Бодоні. Народився у м. Бистриця у родині Григорія Бенулеску-Бодоні. При народженні отримав ім'я Григорій. Замолоду навчався у місцевому училищі, згодом у Семиградському училищі.
1771 вступив до Києво-Могилянської академії, де два роки вивчав богослов’я. По закінченню КМА для вивчення грецької мови, якою велося богослужіння у Молдавії та Волощині, поїхав до Греції, де три роки навчався у школах на островах Хіос, Патмос та Афон і в місті Смірна. 
У 1776 році на деякий час повертається до Трансильванії, де викладав у есеуде. У 1777 році було запрошено до Ясської академії, де викладав латину до 1779 року. після цього повертається на о. Патмос для подальшого навчання. У 1779 році приймає схимну й отримує чернече ім'я Гавриїл. Повернувся до Ясс у 1781 році, де отримує в училищі кафедру грецької мови. В тому ж році відбулося рукопокладаня Гавриїла молдавським митрополитом Гаврилом Каллімахі.

### Церковна кар'єра
У 1782 на запрошення архієпископа Слов'янського та Херсонського Никофора Феотоки переїздить до Полтави, де до 1784 року займає посаду інспектора та викладача філософії у Слов'янській духовній семінарії. У 1784 році повертається до Ясс, де отримує єпархію Хуші й звання архімандрита. З початком російсько-турецької війни втік разом із молдовським господарем Олександром Маврокордато до Полтави. Тут Гавриїл спочатку стає домашнім вчителем у родині господаря, а у 1788 році ректором Катеринославської духовної семінарії, де відкрив школу еллінистики.
У 1789 році повертається до Молдовії, яка була окупована російськими військами 26 грудня 1791 року стає єпископом Білгородським та Бендерським, вікарієм Молдовського митрополита. 11 лютого 1792 року стає митрополитом та екзархом Молдови, Валахії та Бессарабії. Втім після відходу російської армії митрополита Гавриїла 19 червня 1792 року заарештовано за наказом господаря Олександра Морузі, відправлено до Стамбула, де Константинопольський патріарх Неофіт VII позбавив його кафедри та викляв. Втім незабаром завдяки клопотанням посланця Російської імперії Віктора Кочубея Гавриїла було звільнено.
10 травня 1793 року призначається митрополитом Катеринославським та Херсоно-Таврійським з місцем перебування у Полтаві. За його ініціативи того ж року в Одесі було закладено 4 православних храми. 29 вересня 1799 року призначається митрополитом Київським і Галицьким. 7 квітня 1801 року стає членом Святійшого Синоду Російської православної церкви та кавалером ордену Андрія Первозванного. Втім 21 серпня 1803 року за власним бажанням йде у відставку та поселяється в Одесі. У 1805 році переїздить до Дубоссар, де спокійно мешкає до 1808 року, коли знову призначається членом Святійшого Синоду та екзархом Молдавії, Валахії, Бессарабії з місцем перебування у Яссах.
У 1812 році переїздить до Кишинева, головного міста приєднаної Бессарабії за умовами Бухарестського миру, що поклало кінець черговій російсько-турецькій війні. За пропозицією митрополита Гавриїла імператор Олександр I 21 серпня 1813 року видає наказ про утворення нової єпархії — Кишинівської та Хотинської, куди увійшли Бессарабська та Херсонська губернії. Її першим очільником — митрополитом — стає Гавриїл. 31 січня 1813 року відкриває у Кишиневі Православну духовну семінарію. У 1814 році засновує друкарню. У 1817 році за його ініціативи починається будівництво митрополичої церкви та кафедрального собору. Водночас митрополит сприяє перекладу у 1817 році молдовською мовою Нового Заповіту, а у 1819 році — усієї Біблії.
У 1818 році на прохання митрополита Гавриїла імператор Олександр I дарував Бессарабії зберігання традиційних молдавських прав, рівне функціонування російської та молдавської мов.
Помер митрополит Гавриїл 30 березня 1821 року в м.Кишиневі.